# Setifer setosus
Il tenrec riccio maggiore (Setifer setosus) è una specie di tenrecide, l'unica attualmente ascritta al genere Setifer, endemico del Madagascar.

## Distribuzione e habitat
Popola un vasto range di habitat, dalle foreste tropicali e subtropicali, sia secche che pluviali, alla savana aperta, colonizzando anche i parchi pubblici delle aree abitate.

## Biologia
Ha abitudini principalmente diurne: si nutre principalmente di insetti, ma non disdegna uova e nidiacei di uccelli o piccoli rettili.